# ناصر الحقباني
ناصر الحقباني إداري سعودي يشغل منصب الرئيس التنفيذي لشركة الصحة القابضة من ديسمبر 2022. وشغل قبلها منصب الرئيس التنفيذي لمجموعة الدكتور سليمان الحبيب الطبية لأكثر من 25 عاماً. وهو حاصل على جائزة أفضل رئيس تنفيذي CEO في القطاع الصحي في مجال القيادة الصحية لعام 2019، واختارته مجلة فوربس الأمريكية Forbes ضمن قائمة أقوى الرؤساء التنفيذيين في الشرق الأوسط لعامي 2021 و2022.

## التعليم
- حاصل على الماجستير الوظيفي في إدارة المكاتب من معهد الإدارة العام عام 1994.
- حاصل على البكالوريوس في العلوم الإدارية والإدارة العامة من جامعة الملك سعود في عام 1992.[6]

## العمل والمناصب
- الرئيس التنفيذي لشركة الصحة القابضة من ديسمبر 2022.
- الرئيس التنفيذي لمجموعة الدكتور سليمان الحبيب الطبية لمدة ستة وعشرين عاماً (من 1996 إلى أكتوبر 2022م).[5][7]
- ضو اللجنة التنفيذية للجنة الوطنية الصحية في مجلس الغرف السعودية منذ عام 2020.
- مدير ومؤسس لشركة المعالم الأولى العقارية.
- مدير عام لكل من صيدلية فارما تشويس وشركة شمال الرياض للرعاية الطبية.
- مدير أول لشركة مستشفى المحمدية للرعاية الطبية.
- عمل مديراً ومؤسساً لشركة صحة الخرج للرعاية الطبية من عام 2021.
- عضو في الكلية الامريكية للمدراء التنفيذيين لمؤسسات الرعاية الصحية من عام 2010.
- رئيس مجلس المديرين في شركة حلول السحابة للاتصالات وتقنية المعلومات من عام 2013
- عضو مجلس أمناء الهيئة السعودية للتخصصات الصحية.
- عضو المجلس الاستشاري للتجمع الصحي الاول في منطقة الرياض من عام 2018.
- عضو مجلس المديرين في شركة سيركو السعودية للخدمات من عام 2014.[2][8]

## الجوائز والتكريم
- حصل على جائز أفضل شخصية تنفيذية في القطاع الصحي في الشرق الاوسط من معهد جائزة الشرق الأوسط للتميز في العام 2016.[8]
- حصل على جائزة أفضل رئيس تنفيذي CEO في القطاع الصحي في مجال القيادة الصحية لعام 2019.[3]
- اختارته مجلة فوربس الأمريكية Forbes ضمن قائمة أقوى الرؤساء التنفيذيين في الشرق الأوسط لعام 2021.[9]
- اختارته مجلة فوربس الأمريكية Forbes ضمن قائمة أقوى الرؤساء التنفيذيين في الشرق الأوسط لعام 2022.